# Grote Boeddha van Roi Et

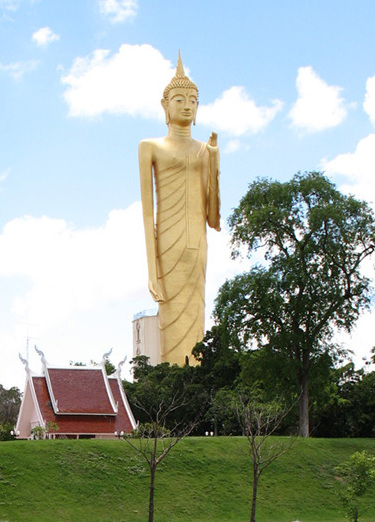
Grote Boeddha van Roi Et

De Grote Boeddha van Roi Et of Luangpho Yai is een kolossaal standbeeld in de Wat Bhurapha Piramtempel in de provincie Roi Et in Thailand.
Het standbeeld is het tweede hoogste standbeeld in Thailand, waarbij alleen de Grote Boeddha van Thailand hoger is. Een ander hoog standbeeld in Thailand is de Grote Boeddha van Phuket.

## Geschiedenis
In 1973 werd het standbeeld voltooid na een bouwperiode van acht jaar. Het standbeeld kostte ongeveer zeven miljoen baht. Het werd gebouwd in opdracht van de 5e abt van de Wat Bhurapha Piramtempel, Phra Ratcha Preechayana Munee.

## Bouwwerk
Het goudkleurige standbeeld beeldt Gautama Boeddha af in staande positie met de varadamudra. Het werd opgetrokken in beton, bedekt met een goudkleurig mozaïek.
Het Boeddhabeeld zelf heeft een hoogte van 59,2 meter en is inclusief het basement 67,85 meter hoog.
Achter het standbeeld bevindt zich een uitzichtplatform dat slechts tot ongeveer de helft van de hoogte van het standbeeld reikt.

## Naam
De informele naam Luangpho Yai (หลวงพ่อใหญ่) betekent letterlijk de Grote Boeddha. De formele naam, Phra Phuttha Rattana Mongkhol Maha Munee (พระพุทธรัตนมงคลมหามุนี), betekent:
- Phra Phuttha (พระพุทธ-) = de Grote Boeddha
- Rattana (รัตน-) = kostbare, prestigieuze edelstenen
- Mongkhol (มงคล) = goede wil naar iedereen brengen
- Maha Munee (มหามุนี) = de Grote Guatama

Samen wordt de naam vertaald als de Grote Gautama Boeddha, de dierbare die goede wil voor iedereen brengt.